# Bethel Township (Iowa)
Pour les articles homonymes, voir Bethel Township.
Bethel Township est un township, du comté de Fayette en Iowa, aux États-Unis,.